# Де Хеа, Давид
Дави́д де Хе́а Кинта́на (исп. David de Gea Quintana, испанский: [daˈβið ðe ˈxea kinˈtana] (слушать)о файле; родился 7 ноября 1990, Мадрид) — испанский футболист, вратарь итальянского клуба «Фиорентина». Воспитанник испанского клуба «Атлетико Мадрид», с которым выиграл Лигу Европы и Суперкубок УЕФА. В составе английского клуба «Манчестер Юнайтед» выиграл Премьер-лигу, Кубок Англии, два Кубка Английской футбольной лиги, Лигу Европы УЕФА и три Суперкубка Англии.

## Клубная карьера

### «Атлетико Мадрид»

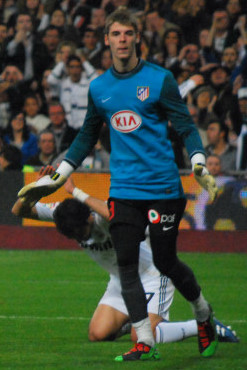
Де Хеа в составе «Атлетико»

Давид де Хеа — выпускник кантеры мадридского «Атлетико». 30 сентября 2009 года юный вратарь (де Хеа на тот момент было 18 лет) дебютировал в основном составе клуба; его дебют пришёлся на групповой матч Лиги чемпионов с португальским «Порту» и был вынужденным: Роберто, второй вратарь «Атлетико», начинавший матч в качестве основного голкипера, получил травму и не смог продолжить матч (основной вратарь клуба, Серхио Асенхо в это время в составе сборной страны принимал участие в молодёжном чемпионате мира). Несмотря на то, что «Атлетико» уступил со счётом 0:2, игра молодого вратаря произвела самое благоприятное впечатление, которое де Хеа удалось закрепить после дебюта в Примере (в этом матче «Атлетико» дома обыграл «Сарагосу» 2:1; немалая заслуга в этой победе принадлежит де Хеа, при счёте 1:0 отразившему пенальти в свои ворота). Тогдашний наставник клуба Абель Ресино, сам в прошлом защищавший ворота «Атлетико», дал весьма высокую оценку игре де Хеа, особо отметив выдержку и хладнокровие молодого вратаря. После столь уверенного дебюта Давид де Хеа, начинавший сезон как третий вратарь «Атлетико», закрепился в качестве основного голкипера клуба.
Уверенная игра молодого вратаря во многом стала залогом успехов «Атлетико» в сезоне 2009/10: мадридский клуб дошёл до финала Королевского кубка и стал первым победителем Лиги Европы, завоевав первый после 48-летнего перерыва европейский клубный трофей. Неудивительно, что Давидом де Хеа заинтересовались гранды европейского футбола. Чтобы сохранить голкипера в клубе, руководство «Атлетико» поспешило заключить с де Хеа новый контракт до 2013 года.

### «Манчестер Юнайтед»

#### Трансфер
С начала 2011 года в британской прессе активно обсуждалась тема потенциальной замены для завершающего карьеру Эдвина ван дер Сара на позиции вратаря «Манчестер Юнайтед». Среди прочих фамилий часто назывался молодой испанец де Хеа. Сразу после прощального матча Гари Невилла против «Ювентуса» главный тренер «Юнайтед» сэр Алекс Фергюсон заявил, соглашение с де Хеа достигнуто, и Давид переедет на «Олд Траффорд», однако позже эта информация была опровергнута представителями де Хеа и директорами «Атлетико», которые заявили, что де Хеа не будет рассматривать предложения о переходе до окончания молодёжного чемпионата Европы. Сразу после того как молодёжная сборная Испании выиграла чемпионат, де Хеа прилетел в Манчестер для прохождения медицинского обследования, а на следующий день подписал с «красными дьяволами» пятилетний контракт.

#### Сезон 2011/12
Первую игру за «Юнайтед» де Хеа провёл 23 июля 2011 года в матче предсезонного турне клуба против «Чикаго Файр». 7 августа сыграл свой первый официальный матч за клуб во встрече Суперкубка Англии против «Манчестер Сити». В первом тайме де Хеа пропустил дважды: сначала Джолеон Лескотт после навеса Давида Сильвы головой переправил мяч в сетку ворот испанца, а затем дальним ударом забил Эдин Джеко. После перерыва «Юнайтед» при помощи гола Криса Смоллинга и «дубля» Нани сумел переиграть «Сити» со счётом 3:2 и одержал победу в Суперкубке. В Премьер-лиге де Хеа дебютировал в матче против «Вест Бромвич Альбион» 14 августа, пропустив мяч в дальний угол своих ворот после удара Шейна Лонга; встреча завершилась победой «Юнайтед» со счётом 2:1. 22 августа испанский вратарь провёл свой первый «сухой матч» на «Олд Траффорд» в игре против «Тоттенхэма». 28 августа в матче против «Арсенала» де Хеа смог взять пенальти, который пробил Робин ван Перси; матч завершился победой «Юнайтед» со счётом 8:2.

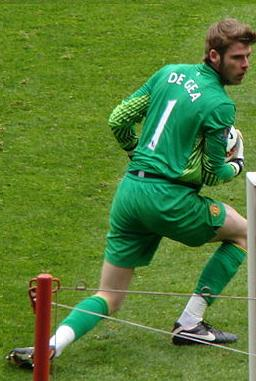
Давид де Хеа в мае 2012 года

18 сентября в матче против «Челси» де Хеа отметился впечатляющими действиями в обороне, в том числе сейвами после ударов Рамиреса и Фернандо Торреса. В следующем матче против «Сток Сити» испанец вновь совершил несколько первоклассных сейвов и помог своей команде свести матч вничью. 27 сентября де Хеа дебютировал в Лиге чемпионов УЕФА в матче против «Базеля» на «Олд Траффорд». Игра завершилась вничью со счётом 3:3. 23 октября де Хеа пропустил 6 мячей в свои ворота в матче против «Манчестер Сити». В январе 2012 года стало известно, что де Хеа страдает дальнозоркостью, однако это не оказывает серьёзного влияния на его игру. По некоторым сообщениям, летом 2012 года ему должны были сделать корректирующую операцию на глазах. 31 декабря в матче против «Блэкберна» де Хеа совершил как минимум две ошибки, приведшие к голам, из-за чего «Юнайтед» потерпел поражение со счётом 2:3. После этого матча де Хеа потерял место в стартовом составе, а его место в воротах занял датчанин Андерс Линдегор. Однако впоследствии Линдегор получил травму и де Хеа вернулся в стартовый состав. 8 марта 2012 года де Хеа провёл один из лучших матчей в сезоне, сделав несколько первоклассных сейвов в матче против «Атлетик Бильбао», в котором «Юнайтед» проиграл со счётом 2:3. Сезон 2011/12 де Хеа завершил с наилучшим среди вратарей Премьер-лиги коэффициентом сейвов по отношению к нанесённым в створ его ворот ударов — 77,9 %.

#### Сезон 2012/13
В связи с участием де Хеа в летних Олимпийских играх он пропустил предсезонное турне «Манчестер Юнайтед», однако был включён в стартовый состав команды на матч открытия сезона против «Эвертона». Несмотря на несколько «потрясающих» сейвов де Хеа, «Юнайтед» проиграл в этой встрече со счётом 1:0.
9 декабря 2012 года в принципиальном манчестерском дерби де Хеа сделал два важнейших сейва после ударов Карлоса Тевеса и Давида Сильвы. Матч завершился победой «Юнайтед» со счётом 3:2. 13 февраля 2013 года испанский вратарь несколько раз спас ворота в матче Лиги чемпионов против «Реала», который завершился со счётом 1:1, за что получил похвалу от сэра Алекса Фергюсона.
C 23 февраля по 16 марта провёл три подряд «сухих» матча: это были победы над «Куинз Парк Рейнджерс» со счётом 2:0, над «Норвич Сити» со счётом 4:0 и над «Редингом» со счётом 1:0.
По итогам сезона 2012/13 «Манчестер Юнайтед» стал чемпионом Премьер-лиги, а де Хеа попал в символическую «команду года» по версии ПФА.

#### Сезон 2013/14
Сезон 2013/14 начался для Де Хеа с «сухого» матча против «Уиган Атлетик» в Суперкубке Англии. 5 октября 2013 года в матче против «Сандерленда» Давид отбил удар головой Эмануэле Джаккерини: бывший вратарь Юнайтед Петер Шмейхель описал этот сейв как один из лучших, которых он видел в Премьер-лиге. Главный тренер команды Дэвид Мойес согласился с оценкой Шмейхеля, добавив, что этот сейв испанского вратаря стал переломным моментом в игре и что Де Хеа «всё время совершенствуется».
1 декабря Де Хеа провёл свою сотую официальную игру за Манчестер Юнайтед в матче против «Тоттенхэм Хотспур». 19 марта 2014 года в матче Лиги чемпионов УЕФА против греческого «Олимпиакоса» Де Хеа дважды подряд спас «Юнайтед», отбив удары с близкого расстояния Давида Фустера и Алехандро Домингеса, по описанию комментаторов, «игнорируя все известные законы физики и физиологии», проведя «изумительный» матч. Одноклубник Давида Фил Джонс заявил, что считает Де Хеа «одним из лучших вратарей мира». В мае 2014 года испанский вратарь был признан лучшим игроком сезона по версии игроков и по версии болельщиков «Манчестер Юнайтед».

#### Сезон 2014/15
Сейчас мы видим огромное улучшение его игры. Он выигрывает для «Юнайтед» матч за матчем. Он стал потрясающим вратарём.
5 октября 2014 года в матче Премьер-лиги против «Эвертона» де Хеа трижды в опасных ситуациях спасал ворота, в том числе отразив удар с одиннадцатиметровой отметки в исполнении Лейтона Бейнса. Перед этим матчем Бейнс 14 раз пробивал пенальти в Премьер-лиге и реализовал все из них. За свою уверенную игру в матче де Хеа удостоился похвалы со стороны комментаторов, игроков и главного тренера, а также был признан игроком матча в голосовании болельщиков.
После впечатляющих выступлений в матчах против «Эвертона», «Вест Бромвич Альбион» и «Челси» де Хеа был признан игроком месяца в октябре. 14 декабря 2014 года Давид был признан игроком матча за свою «великолепную игру» в дерби против «Ливерпуля», сделав в матче восемь сейвов, а «Юнайтед» одержал победу со счётом 3:0. Главный тренер «Юнайтед» Луи ван Гал назвал игру де Хеа в этом сезоне «невероятной», а комментаторы отмечали, что испанский вратарь регулярно спасает команду и помогает ей зарабатывать очки на фоне слабой командной игры в сезоне.
По окончании сезона Давид был номинирован на звание игрока года по версии футболистов и молодого игрока года, однако награды достались Эдену Азару и Гарри Кейну соответственно. 26 апреля 2015 года Давид де Хеа был включён в состав команды года по версии ПФА, став единственным представителем «Манчестер Юнайтед» в этой символической команде. Также он был признан лучшим игроком сезона в «Манчестер Юнайтед» по версии болельщиков и по версии одноклубников второй сезон подряд. Сейв де Хеа в игре против «Эвертона» был признан «сейвом сезона» в Премьер-лиге по версии Match of the Day.

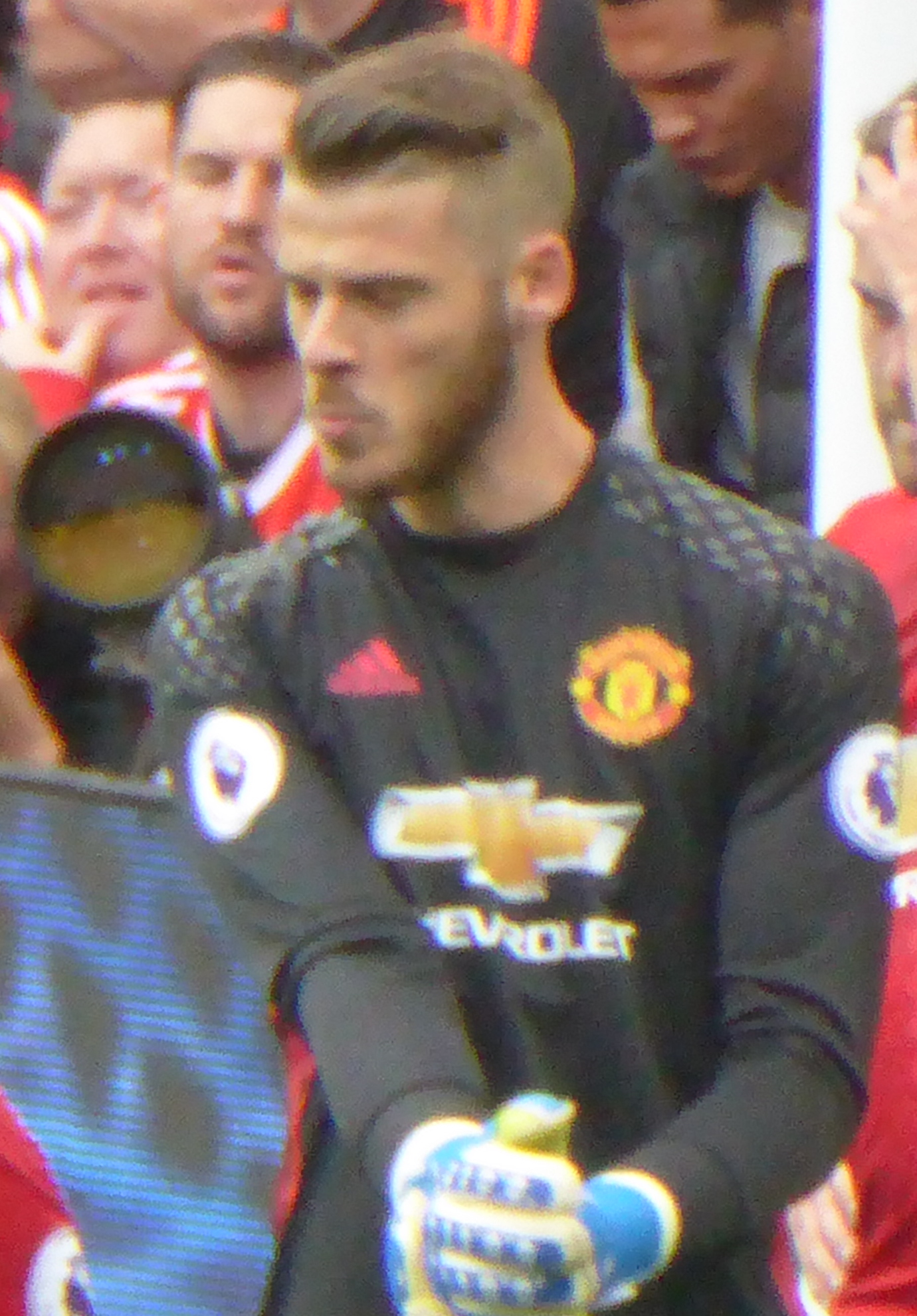
Де Хеа в 2016 году

#### Сезон 2015/16
7 августа 2015 года главный тренер «Манчестер Юнайтед» Луи ван Гал заявил, что де Хеа «не готов играть» и не будет включён в заявку на матч стартового тура Премьер-лиги против «Тоттенхэма» из-за неопределённости с его будущим (в прессе активно обсуждались слухи о его переходе в «Реал Мадрид»). В августе испанский вратарь ни разу не попал в заявку «Юнайтед» на матчи: его место в воротах занял аргентинец Серхио Ромеро, а на скамейке запасных был Сэм Джонстон. 31 августа «Манчестер Юнайтед» достиг соглашения о трансфере де Хеа в «Реал Мадрид» за £29 млн, частью сделки также был переход Кейлора Наваса в «Юнайтед». Однако сделка сорвалась из-за того, что все необходимые для трансфера документы не удалось получить до закрытия трансферного окна в Испании.
11 сентября 2015 года Давид де Хеа продлил свой контракт с «Манчестер Юнайтед» до 2019 года. После этого он вернулся в стартовый состав «Манчестер Юнайтед», сыграв свой первый официальный матч в дерби против «Ливерпуля» 12 сентября.
В апреле 2016 года де Хеа был включён в состав «команды года» по версии ПФА. 23 апреля в полуфинальном матче Кубка Англии против «Эвертона» испанец взял удар Ромелу Лукаку с одиннадцатиметровой отметки. В мае де Хеа в рекордный третий раз подряд стал обладателем приза сэра Мэтта Басби лучшему игроку года.

#### Сезон 2016/17
Под руководством нового главного тренера Жозе Моуринью в сезоне 2016/17 «Манчестер Юнайтед» выиграл Суперкубок Англии, Кубок Футбольной лиги и Лигу Европы, а де Хеа сыграл в 45 из 63 матчей своей команды в этом сезоне. В апреле 2017 год Давид в четвёртый раз вошёл в состав символической «команды года» по версии ПФА по итогам сезона 2016/17.

#### Сезон 2017/18
17 сентября 2017 года в матче 5-го тура Премьер-лиги против «Эвертона» Давид провёл 100-й «сухой матч» в своей карьере в «Манчестер Юнайтед». 2 декабря 2017 года в матче против «Арсенала», который завершился победой «Юнайтед» со счётом 3:1, де Хеа сделал 14 «сейвов», повторив рекорд Премьер-лиги по количеству отражённых ударов в свои ворота, и был признан лучшим игроком матча. 3 февраля 2018 года в игре против «Хаддерсфилд Таун» Давид провёл свой 300-й официальный матч в составе «Юнайтед», сохранив свои ворота «сухими»; это был 15-й «сухой матч» де Хеа в Премьер-лиге сезона 2017/18.

#### Сезон 2018/19
24 февраля 2019 года в северо-западном дерби против «Ливерпуля», завершившимся со счётом 0:0, провёл свой 100-й «сухой матч» в Премьер-лиге.

#### Сезон 2019/20
13 июля 2020 года в матче Премьер-лиги с «Саутгемптоном» де Хеа провёл свой 400-й матч за «Манчестер Юнайтед», пропустив за это время 412 мячей и сохранив свои ворота сухими в 141 матче.

#### Сезон 2020/21
В сезоне 2020/21 де Хеа провёл только 26 матчей в Премьер-лиге, в которой «Юнайтед» занял второе место. Команда также дошла до финала Лиги Европы УЕФА, где уступила «Вильярреалу» по пенальти (1:1 в основное время, 11:10 в серии послематчевых пенальти). В ходе той серии по одному удару сделали все находившиеся на поле игроки, однако де Хеа свой удар не реализовал.

### «Фиорентина»
После ухода из «Манчестер Юнайтед» Де Хеа на протяжение года оставался в качестве свободного агента, полностью пропустив сезон 2023/24. 9 августа 2024 года испанец возобновил карьеру, подписав контракт с «Фиорентиной», по сообщениям СМИ контракт рассчитан на один год. 29 августа 2024 года в квалификационном матче Лиги конференций против венгерского клуба «Академия Пушкаша» испанец совершил восемь сейвов, шесть из которых — в пределах штрафной площади, а также отразил пенальти в послематчевой серии. 6 октября 2024 года в матче 7-го тура Серии А против «Милана» Де Хеа отбил два пенальти, пробитые Тео Эрнандесом и Тэмми Абрахамом, что не удавалось ни одному игроку лиги с сезона 2015/2016. Матч закончился победой «фиалок» со счётом 2:1.

## Карьера в сборной

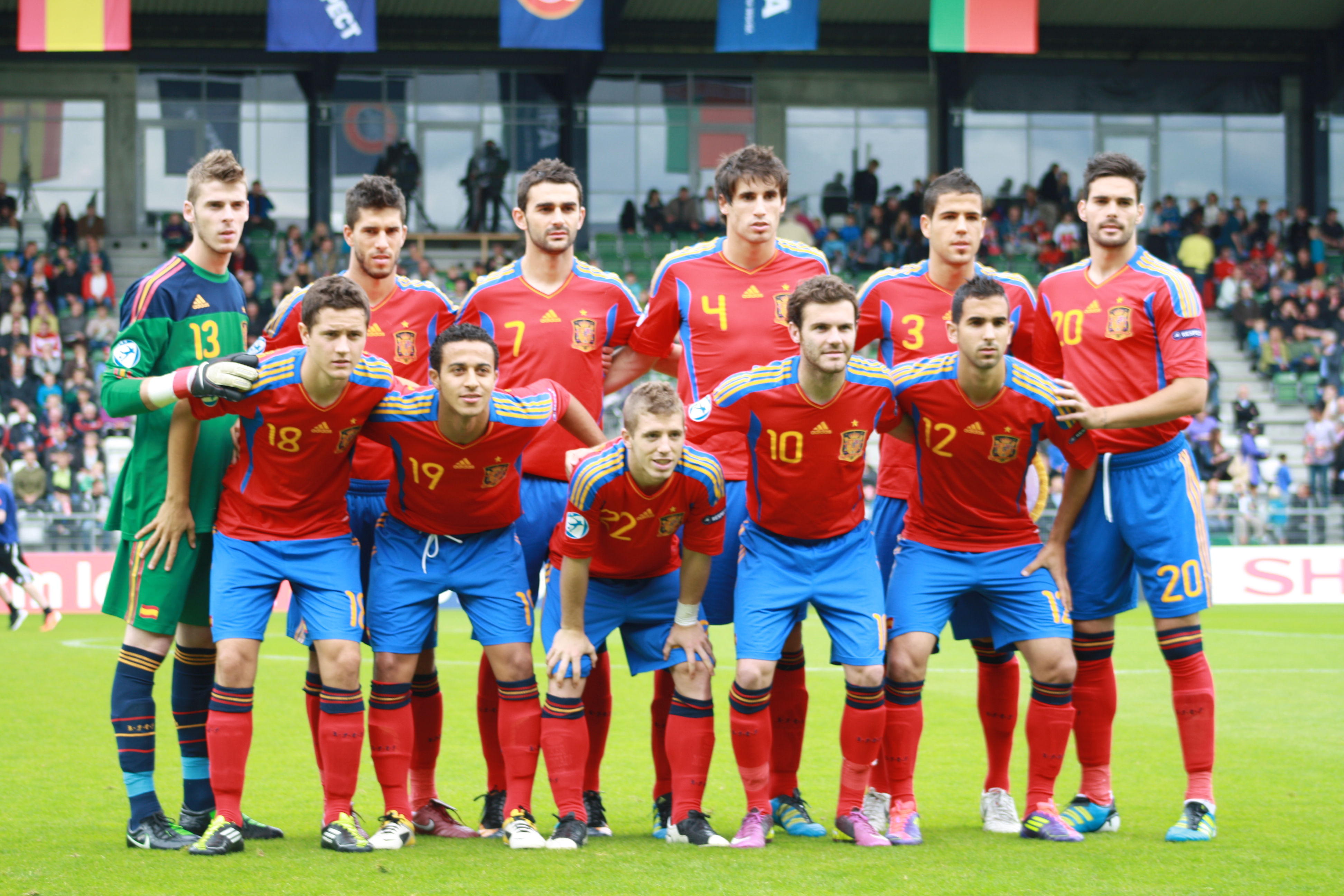
Де Хеа — победитель молодёжного чемпионата Европы в составе сборной Испании

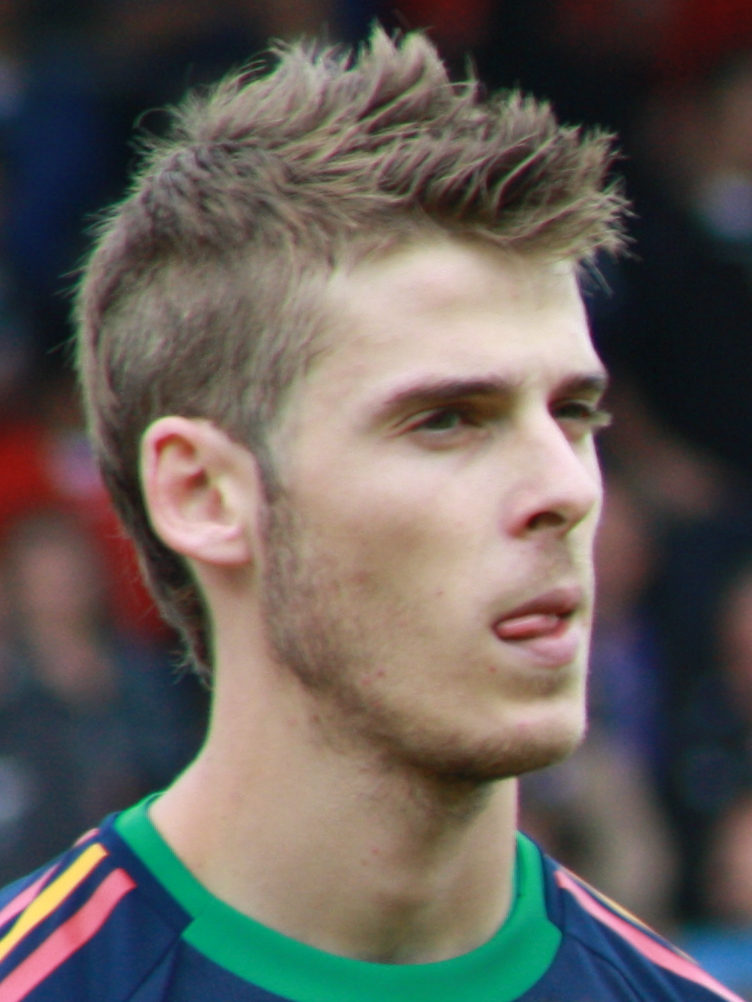
Де Хеа на молодёжном чемпионате Европы

Давид де Хеа выступал за юношеские сборные Испании всех возрастов, в составе сборной юношей до 17 лет став чемпионом Европы и серебряным призёром чемпионата мира.
Уверенный дебют молодого голкипера в качестве основного вратаря своего клуба закономерно обратил на себя внимание и тренеров основной национальной сборной: главный тренер «красной фурии» Висенте дель Боске включил де Хеа в расширенный список кандидатов на поездку на чемпионат мира в ЮАР. Однако в окончательном списке сборной Давида де Хеа не оказалось.
В 2011 году де Хеа в составе молодёжной сборной Испании выиграл молодёжный чемпионат Европы. В 2012 году принял участие в Олимпийских играх в Лондоне, где сборная Испании заняла последнее место в групповом этапе, не выиграв ни одной встречи. В 2013 году он во второй раз выиграл молодёжный чемпионат Европы. Всего сыграл за молодёжную сборную Испании 27 матчей, что является рекордом, разделяемым с Санти Дения.
Был включён в окончательную заявку сборной Испании на чемпионат мира 2014 года. Дебютировал за первую сборную 7 июня 2014 года в товарищеском матче против сборной Сальвадора, заменив Икера Касильяса на 83-й минуте. На самом чемпионате мира на поле не выходил. 4 сентября 2014 года де Хеа впервые вышел на поле в стартовом составе сборной Испании, отыграв полный матч против сборной Франции. Этот товарищеский матч завершился поражением испанцев с минимальным счётом: автором единственного гола в матче стал Лоик Реми. 12 октября де Хеа дебютировал в матче, имеющем турнирное значение для первой сборной, сохранив ворота «сухими» в игре отборочного турнира к Евро-2016 против Люксембурга. Хорошая форма голкипера не оставила без внимания главного тренера сборной Испании Висенте Дель Боске и на Евро-2016 Де Хеа являлся основным вратарём испанской сборной, которая в целом выступила неудачно, уступив в 1/8 финала сборной Италии.
21 мая 2018 года де Хеа был вызван в сборную на чемпионат мира 2018 года в России. В первой игре сборной Испании на турнире де Хеа пропустил три мяча от нападающего сборной Португалии Криштиану Роналду, совершив ошибку в моменте со вторым пропущенным мячом. 1 июля в игре плей-офф против сборной России де Хеа не совершил ни одного сейва в серии послематчевых пенальти, после чего испанцы выбыли из турнира. Сам Давид пропустил в четырёх играх 6 мячей, отразив всего один удар из 7 нанесённых по его воротам.

## Статистика выступлений

### Клубная статистика
Данные приведены по состоянию на 16 марта 2025 года
| Клуб                          | Сезон            | Лига | Лига | Кубок страны | Кубок страны | Кубок лиги | Кубок лиги | Еврокубки | Еврокубки | Прочие | Прочие | Итого | Итого |
| Клуб                          | Сезон            | Игры | Голы | Игры         | Голы         | Игры       | Голы       | Игры      | Голы      | Игры   | Голы   | Игры  | Голы  |
| ----------------------------- | ---------------- | ---- | ---- | ------------ | ------------ | ---------- | ---------- | --------- | --------- | ------ | ------ | ----- | ----- |
| Атлетико Мадрид B (фарм-клуб) | 2008/09          | 35   | −38  | —            | —            | —          | —          | —         | —         | —      | —      | 35    | −38   |
| Атлетико Мадрид B (фарм-клуб) | Итого            | 35   | −38  | 0            | 0            | 0          | 0          | 0         | 0         | 0      | 0      | 35    | −38   |
| Атлетико Мадрид               | 2009/10          | 19   | −28  | 7            | −10          | —          | —          | 9         | −9        | 0      | 0      | 35    | −47   |
| Атлетико Мадрид               | 2010/11          | 38   | −53  | 5            | −5           | —          | —          | 5         | −6        | 1      | 0      | 49    | −64   |
| Атлетико Мадрид               | Итого            | 57   | −81  | 12           | −15          | 0          | 0          | 14        | −15       | 1      | 0      | 84    | −111  |
| Манчестер Юнайтед             | 2011/12          | 29   | −29  | 1            | −2           | 0          | 0          | 8         | −14       | 1      | −2     | 39    | −47   |
| Манчестер Юнайтед             | 2012/13          | 28   | −26  | 5            | −7           | 1          | −1         | 7         | −8        | 0      | 0      | 41    | −42   |
| Манчестер Юнайтед             | 2013/14          | 37   | −43  | 0            | 0            | 4          | −3         | 10        | −9        | 1      | 0      | 52    | −55   |
| Манчестер Юнайтед             | 2014/15          | 37   | −36  | 5            | −3           | 1          | −4         | —         | —         | 0      | 0      | 43    | −43   |
| Манчестер Юнайтед             | 2015/16          | 34   | −33  | 6            | −5           | 1          | 0          | 8         | −10       | 0      | 0      | 49    | −48   |
| Манчестер Юнайтед             | 2016/17          | 35   | −29  | 1            | −1           | 5          | −5         | 3         | −4        | 1      | −1     | 45    | −40   |
| Манчестер Юнайтед             | 2017/18          | 37   | −28  | 2            | −2           | 0          | 0          | 6         | −3        | 1      | −2     | 46    | −35   |
| Манчестер Юнайтед             | 2018/19          | 38   | −54  | 0            | 0            | 0          | 0          | 9         | −9        | 0      | 0      | 47    | −63   |
| Манчестер Юнайтед             | 2019/20          | 38   | −36  | 1            | −3           | 2          | −3         | 2         | −2        | 0      | 0      | 43    | −44   |
| Манчестер Юнайтед             | 2020/21          | 26   | −32  | 0            | 0            | 0          | 0          | 10        | −14       | 0      | 0      | 36    | −46   |
| Манчестер Юнайтед             | 2021/22          | 38   | −57  | 1            | 0            | 0          | 0          | 7         | −9        | 0      | 0      | 46    | −66   |
| Манчестер Юнайтед             | 2022/23          | 38   | −43  | 6            | −6           | 2          | 0          | 12        | −12       | 0      | 0      | 58    | −61   |
| Манчестер Юнайтед             | Итого            | 415  | −446 | 28           | −29          | 16         | −16        | 82        | −94       | 4      | −5     | 545   | −590  |
| Фиорентина                    | 2024/25          | 26   | −27  | 0            | 0            | 0          | 0          | 3         | −5        | 0      | 0      | 29    | −32   |
| Фиорентина                    | Итого            | 26   | −27  | 0            | 0            | 0          | 0          | 3         | −5        | 0      | 0      | 29    | −32   |
| Всего за карьеру              | Всего за карьеру | 533  | −592 | 40           | −44          | 16         | −16        | 99        | −114      | 5      | −5     | 693   | −771  |

| Клуб                          | Сезон            | Лига  | Лига  | Кубок страны | Кубок страны | Кубок лиги | Кубок лиги | Еврокубки | Еврокубки | Прочие | Прочие | Итого | Итого |
| Клуб                          | Сезон            | Матчи | Сухие | Матчи        | Сухие        | Матчи      | Сухие      | Матчи     | Сухие     | Матчи  | Сухие  | Матчи | Сухие |
| ----------------------------- | ---------------- | ----- | ----- | ------------ | ------------ | ---------- | ---------- | --------- | --------- | ------ | ------ | ----- | ----- |
| Атлетико Мадрид B (фарм-клуб) | 2008/09          | 35    | 10    | —            | —            | —          | —          | —         | —         | —      | —      | 35    | 10    |
| Атлетико Мадрид B (фарм-клуб) | Итого            | 35    | 10    | 0            | 0            | 0          | 0          | 0         | 0         | 0      | 0      | 35    | 10    |
| Атлетико Мадрид               | 2009/10          | 19    | 4     | 7            | 2            | —          | —          | 9         | 4         | 0      | 0      | 35    | 10    |
| Атлетико Мадрид               | 2010/11          | 38    | 11    | 5            | 2            | —          | —          | 5         | 0         | 1      | 1      | 49    | 14    |
| Атлетико Мадрид               | Итого            | 57    | 15    | 12           | 4            | 0          | 0          | 14        | 4         | 1      | 1      | 84    | 24    |
| Манчестер Юнайтед             | 2011/12          | 29    | 13    | 1            | 0            | 0          | 0          | 8         | 2         | 1      | 0      | 39    | 15    |
| Манчестер Юнайтед             | 2012/13          | 28    | 11    | 5            | 0            | 1          | 0          | 7         | 1         | 0      | 0      | 41    | 12    |
| Манчестер Юнайтед             | 2013/14          | 37    | 12    | 0            | 0            | 4          | 2          | 10        | 5         | 1      | 1      | 52    | 20    |
| Манчестер Юнайтед             | 2014/15          | 37    | 11    | 5            | 3            | 1          | 0          | −         | −         | 0      | 0      | 43    | 14    |
| Манчестер Юнайтед             | 2015/16          | 34    | 15    | 6            | 1            | 1          | 1          | 8         | 2         | 0      | 0      | 49    | 19    |
| Манчестер Юнайтед             | 2016/17          | 35    | 14    | 1            | 0            | 5          | 2          | 3         | 0         | 1      | 0      | 45    | 16    |
| Манчестер Юнайтед             | 2017/18          | 37    | 18    | 2            | 0            | 0          | 0          | 6         | 4         | 1      | 0      | 46    | 22    |
| Манчестер Юнайтед             | 2018/19          | 38    | 7     | 0            | 0            | 0          | 0          | 9         | 3         | 0      | 0      | 47    | 10    |
| Манчестер Юнайтед             | 2019/20          | 38    | 13    | 1            | 0            | 2          | 1          | 2         | 1         | 0      | 0      | 43    | 15    |
| Манчестер Юнайтед             | 2020/21          | 26    | 9     | 0            | 0            | 0          | 0          | 10        | 3         | 0      | 0      | 36    | 12    |
| Манчестер Юнайтед             | 2021/22          | 38    | 8     | 1            | 1            | 0          | 0          | 7         | 1         | 0      | 0      | 46    | 10    |
| Манчестер Юнайтед             | 2022/23          | 38    | 17    | 6            | 1            | 2          | 2          | 12        | 5         | 0      | 0      | 58    | 25    |
| Манчестер Юнайтед             | Итого            | 415   | 148   | 28           | 6            | 16         | 8          | 82        | 27        | 4      | 1      | 545   | 190   |
| Фиорентина                    | 2024/25          | 26    | 9     | 0            | 0            | 0          | 0          | 3         | 0         | 0      | 0      | 29    | 9     |
| Фиорентина                    | Итого            | 26    | 9     | 0            | 0            | 0          | 0          | 3         | 0         | 0      | 0      | 29    | 9     |
| Всего за карьеру              | Всего за карьеру | 533   | 182   | 40           | 10           | 16         | 6          | 99        | 31        | 5      | 2      | 693   | 233   |

### Матчи за сборную
| Матчи Давида де Хеа за сборную Испании | Матчи Давида де Хеа за сборную Испании | Матчи Давида де Хеа за сборную Испании | Матчи Давида де Хеа за сборную Испании | Матчи Давида де Хеа за сборную Испании | Матчи Давида де Хеа за сборную Испании | Матчи Давида де Хеа за сборную Испании |
| №                                      | Дата                                   | Место проведения                       | Соперник                               | Счёт                                   | Проп. мячи                             | Соревнование                           |
| -------------------------------------- | -------------------------------------- | -------------------------------------- | -------------------------------------- | -------------------------------------- | -------------------------------------- | -------------------------------------- |
| 1                                      | 7 июня 2014                            | «Федэкс-филд», Мэриленд                | Сальвадор                              | 2:0                                    | -                                      | Товарищеский матч                      |
| 2                                      | 4 сентября 2014                        | «Стад де Франс», Сен-Дени              | Франция                                | 0:1                                    | 1                                      | Товарищеский матч                      |
| 3                                      | 12 октября 2014                        | «Жози Бартель», Люксембург             | Люксембург                             | 4:0                                    | -                                      | Отборочные матчи ЧЕ-2016               |
| 4                                      | 31 марта 2015                          | «Амстердам АренА», Амстердам           | Нидерланды                             | 0:2                                    | 2                                      | Товарищеский матч                      |
| 5                                      | 11 июня 2015                           | «Рейно де Леон», Леон                  | Коста-Рика                             | 2:1                                    | 1                                      | Товарищеский матч                      |
| 6                                      | 8 сентября 2015                        | «Филипп II», Скопье                    | Македония                              | 1:0                                    | -                                      | Отборочные матчи ЧЕ-2016               |
| 7                                      | 12 октября 2015                        | «НСК Олимпийский», Киев                | Украина                                | 1:0                                    | -                                      | Отборочные матчи ЧЕ-2016               |
| 8                                      | 23 марта 2016                          | «Фриули», Удине                        | Италия                                 | 1:1                                    | 1                                      | Товарищеский матч                      |
| 9                                      | 7 июня 2016                            | «Колисеум Альфонсо Перес», Хетафе      | Грузия                                 | 0:1                                    | 1                                      | Товарищеский матч                      |
| 10                                     | 13 июня 2016                           | «Стадьом де Тулуз», Тулуза             | Чехия                                  | 1:0                                    | -                                      | Финальные матчи ЧЕ-2016                |
| 11                                     | 17 июня 2016                           | «Альянц Ривьера», Ницца                | Турция                                 | 3:0                                    | -                                      | Финальные матчи ЧЕ-2016                |
| 12                                     | 22 июня 2016                           | «Матмю Атлантик», Бордо                | Хорватия                               | 1:2                                    | 2                                      | Финальные матчи ЧЕ-2016                |
| 13                                     | 27 июня 2016                           | «Стад де Франс», Сен-Дени              | Италия                                 | 0:2                                    | 2                                      | Финальные матчи ЧЕ-2016                |
| 14                                     | 1 сентября 2016                        | «Стадион короля Бодуэна», Брюссель     | Бельгия                                | 2:0                                    | -                                      | Товарищеский матч                      |
| 15                                     | 5 сентября 2016                        | «Рейно де Леон», Леон                  | Лихтенштейн                            | 8:0                                    | -                                      | Отборочные матчи ЧМ-2018               |
| 16                                     | 6 октября 2016                         | «Ювентус», Турин                       | Италия                                 | 1:1                                    | 1                                      | Отборочные матчи ЧМ-2018               |
| 17                                     | 9 октября 2016                         | «Лоро Боричи», Шкодер                  | Албания                                | 2:0                                    | -                                      | Отборочные матчи ЧМ-2018               |
| 18                                     | 12 ноября 2016                         | «Нуэво Лос Карменес», Гранада          | Македония                              | 4:0                                    | -                                      | Отборочные матчи ЧМ-2018               |
| 19                                     | 24 марта 2017                          | «Эль Молинон», Хихон                   | Израиль                                | 4:1                                    | 1                                      | Отборочные матчи ЧМ-2018               |
| 20                                     | 28 марта 2017                          | «Стад де Франс», Сен-Дени              | Франция                                | 2:0                                    | -                                      | Товарищеский матч                      |
| 21                                     | 11 июня 2017                           | «Филипп II», Скопье                    | Македония                              | 2:1                                    | 1                                      | Отборочные матчи ЧМ-2018               |
| 22                                     | 2 сентября 2017                        | «Сантьяго Бернабеу», Мадрид            | Италия                                 | 3:0                                    | -                                      | Отборочные матчи ЧМ-2018               |
| 23                                     | 5 сентября 2017                        | «Райнпарк», Вадуц                      | Лихтенштейн                            | 8:0                                    | -                                      | Отборочные матчи ЧМ-2018               |
| 24                                     | 6 октября 2017                         | «Хосе Рико Перес», Аликанте            | Албания                                | 3:0                                    | -                                      | Отборочные матчи ЧМ-2018               |
| 25                                     | 14 ноября 2017                         | «Газпром Арена», Санкт-Петербург       | Россия                                 | 3:3                                    | 3                                      | Товарищеский матч                      |
| 26                                     | 23 марта 2018                          | «Эсприт Арена», Дюссельдорф            | Германия                               | 1:1                                    | 1                                      | Товарищеский матч                      |
| 27                                     | 27 марта 2018                          | «Ванда Метрополитано», Мадрид          | Аргентина                              | 6:1                                    | 1                                      | Товарищеский матч                      |
| 28                                     | 3 июня 2018                            | «Ла Серамика», Вильярреаль             | Швейцария                              | 1:1                                    | 1                                      | Товарищеский матч                      |
| 29                                     | 9 июня 2018                            | «Краснодар», Краснодар                 | Тунис                                  | 1:0                                    | -                                      | Товарищеский матч                      |
| 30                                     | 15 июня 2018                           | «Фишт», Сочи                           | Португалия                             | 3:3                                    | 3                                      | Финальные матчи ЧМ-2018                |
| 31                                     | 20 июня 2018                           | «Казань Арена», Казань                 | Иран                                   | 1:0                                    | -                                      | Финальные матчи ЧМ-2018                |
| 32                                     | 25 июня 2018                           | «Калининград», Калининград             | Марокко                                | 2:2                                    | 2                                      | Финальные матчи ЧМ-2018                |
| 33                                     | 1 июля 2018                            | «Лужники», Москва                      | Россия                                 | 1:1 (п.3:4)                            | 1                                      | Финальные матчи ЧМ-2018                |
| 34                                     | 8 сентября 2018                        | «Уэмбли», Лондон                       | Англия                                 | 2:1                                    | 1                                      | Лига наций УЕФА 2018/19                |
| 35                                     | 11 сентября 2018                       | «Мануэль Мартинес Валеро», Эльче       | Хорватия                               | 6:0                                    | -                                      | Лига наций УЕФА 2018/19                |
| 36                                     | 11 октября 2018                        | «Миллениум», Кардифф                   | Уэльс                                  | 4:1                                    | -                                      | Товарищеский матч                      |
| 37                                     | 15 октября 2018                        | «Бенито Вильямарин», Севилья           | Англия                                 | 2:3                                    | 3                                      | Лига наций УЕФА 2018/19                |
| 38                                     | 15 ноября 2018                         | «Максимир», Загреб                     | Хорватия                               | 2:3                                    | 3                                      | Лига наций УЕФА 2018/19                |
| 39                                     | 29 марта 2019                          | «Месталья», Валенсия                   | Норвегия                               | 2:1                                    | 1                                      | Отборочные матчи ЧЕ-2020               |
| 40                                     | 8 сентября 2019                        | «Эль Молинон», Хихон                   | Фарерские острова                      | 4:0                                    | -                                      | Отборочные матчи ЧЕ-2020               |
| 41                                     | 15 октября 2019                        | «Френдс Арена», Стокгольм              | Швеция                                 | 1:1                                    | 1                                      | Отборочные матчи ЧЕ-2020               |
| 42                                     | 3 сентября 2020                        | «Мерседес-Бенц Арена», Штутгарт        | Германия                               | 1:1                                    | 1                                      | Лига наций УЕФА 2020/21                |
| 43                                     | 6 сентября 2020                        | «Альфредо ди Стефано», Мадрид          | Украина                                | 4:0                                    | -                                      | Лига наций УЕФА 2020/21                |
| 44                                     | 10 октября 2020                        | «Альфредо ди Стефано», Мадрид          | Швейцария                              | 1:0                                    | -                                      | Лига наций УЕФА 2020/21                |
| 45                                     | 13 октября 2020                        | «НСК Олимпийский», Киев                | Украина                                | 0:1                                    | 1                                      | Лига наций УЕФА 2020/21                |

Итого: 45 матчей, 36 пропущенных мячей, 21 «сухой» матч; 27 побед, 10 ничьих, 8 поражений.

## Достижения

### Командные достижения
«Атлетико Мадрид»
- Победитель Лиги Европы УЕФА: 2009/10
- Обладатель Суперкубка УЕФА: 2010

Итого: 2 трофея
«Манчестер Юнайтед»
- Чемпион Англии: 2012/13
- Обладатель Кубка Англии: 2015/16
- Обладатель Кубка Английской футбольной лиги (2) 2016/17, 2022/23
- Обладатель Суперкубка Англии (3): 2011, 2013, 2016
- Победитель Лиги Европы УЕФА: 2016/17

Итого: 8 трофеев
Сборная Испании (до 17 лет)
- Чемпион Европы: 2007
- Серебряный призёр чемпионата мира: 2007

Сборная Испании (до 21 года)
- Чемпион Европы (2): 2011, 2013

Итого: 2 трофея

### Личные достижения
- Член «команды турнира» на молодёжном чемпионате Европы (2): 2011[100], 2013[101]
- Член «команды года» в Премьер-лиге по версии ПФА (5): 2012/13, 2014/15, 2015/16, 2016/17, 2017/18
- Приз сэра Мэтта Басби лучшему игроку года (4): 2013/14, 2014/15, 2015/16, 2017/18
- Входит в состав символической сборной года Лиги Европы УЕФА: 2015/16[102]
- Золотая перчатка английской Премьер-лиги (2): 2017/18, 2022/23
- Игрок месяца английской Премьер-лиги: январь 2022[103]

## Личная жизнь
В январе 2012 года стало известно, что Де Хеа страдает дальнозоркостью, из-за чего вынужден носить контактные линзы.
Давид встречается с Эдурне, певицей, которая представляла Испанию на конкурсе «Евровидение-2015». В марте 2021 года в Испании у Давида родилась дочь Янай.